# Popenaias buckleyi
Popenaias buckleyi är en musselart som beskrevs av Lea. Popenaias buckleyi ingår i släktet Popenaias och familjen målarmusslor. Inga underarter finns listade i Catalogue of Life.